# دانيال توريس
دانيال توريس (بالإسبانية: Daniel Torres)‏ (14 أكتوبر 1977 بمورافيا في كوستاريكا - ) هو لاعب كرة قدم كوستاريكي في مركز الدفاع. شارك مع منتخب كوستاريكا لكرة القدم. أما مع النوادي، فقد لعب مع ترومسو إيدريتسلاغ وديبورتيفو سابريسا وريال سالت ليك وكولومبوس كرو ونادي دالاس ونادي رامونينسي وBodens BK ‏ ونادي برينه.

## وصلات خارجية
- دانيال توريس على موقع الاتحاد الدولي (مؤرشف)  (الإنجليزية)
- دانيال توريس على موقع الدوري الأمريكي (الإنجليزية)
- دانيال توريس على موقع قاعدة بيانات كرة القدم.إي يو (الإنجليزية)
- دانيال توريس على موقع ناشيونال فوتبول تيمز (الإنجليزية)
- دانيال توريس على موقع عالم كرة القدم.نت (الإنجليزية)